# Engraçadinha: Seus Amores e Seus Pecados
Engraçadinha: Seus Amores e Seus Pecados é uma minissérie brasileira produzida e exibida pela TV Globo de 25 de abril a 26 de maio de 1995, em 20 capítulos.
Baseada no romance Asfalto Selvagem: Engraçadinha, Seus Pecados e Seus Amores, do escritor Nelson Rodrigues, foi adaptada por Leopoldo Serran com a colaboração de Carlos Gerbase. Teve direção de João Henrique Jardim e Denise Saraceni, com direção geral de Denise Saraceni.
Apresenta no papel título, Alessandra Negrini (primeira fase) e Cláudia Raia (segunda fase).

## Sinopse
A descoberta do amor provoca inúmeros acontecimentos na vida da sensual Engraçadinha, filha do moralista deputado Arnaldo, noiva do simplório Zózimo. Nos seus 18 anos, Engraçadinha encanta a todos, inclusive sua melhor amiga Letícia, noiva de seu primo Sílvio, por quem Engraçadinha é apaixonada. Um perigoso triângulo amoroso que entra em conflito quando o Dr. Arnaldo descobre a relação e, desesperado, revela que Sílvio também é seu filho. Como se não bastasse, Letícia assume a sua paixão por Engraçadinha, e tudo se encaminha para uma tragédia: Sílvio se mata ao descobrir que praticou incesto com a sua irmã.
Era início dos anos 40 e a sociedade, apesar de cínica, repudia qualquer atitude fora dos padrões, principalmente quando o assunto envolve a sexualidade. Mesmo após a morte de Sílvio, Engraçadinha se vê obrigada a partir do Espírito Santo e fugir para o Rio de Janeiro. Dezessete anos depois, recalcada pela vida, agora protestante, está casada com o antigo noivo Zózimo, e cuidando de seus filhos com o rigor da religião. Apesar de muito simples, sua vida seria normal se não carregasse o arrependimento do passado, e se sua filha Silene não fosse tão exuberante e simpática como ela era na juventude. Ao passo que foge das investidas da ainda apaixonada Letícia, é bastante autoritária com Silene, repreendendo-a.
Engraçadinha ainda é uma mulher muito bonita, mas que se esconde sob a capa da religião, tentando livrar-se do que considera os pecados do passado. Quer apenas cuidar da casa e manter a filha sob a sua guarda. Mas um confronto com o seu passado poderá despertar de novo a vontade de viver e a busca pelo prazer.

## Elenco

### Primeira Fase
| Interprete              | Personagem    |
| ----------------------- | ------------- |
| Alessandra Negrini      | Engraçadinha  |
| Ângelo Antônio          | Sílvio        |
| Cláudio Corrêa e Castro | Dr. Arnaldo   |
| Nicette Bruno           | Tia Zezé      |
| Sérgio Mamberti         | Tio Nonô      |
| Zilka Salaberry         | Tia Ceci      |
| Otávio Augusto          | Vasconcelos   |
| Hugo Carvana            | Irmão Fidélis |

### Participações especiais na 1ª fase
| Interprete       | Personagem                        |
| ---------------- | --------------------------------- |
| Anna de Aguiar   | Polaquinha                        |
| Antônio Fagundes | Dr. Bergamini (Ginecologista)     |
| Bia Seidl        | Mãe de Sílvio (jovem)             |
| Francisco Milani | Funcionário da loja de navalhas   |
| José Lewgoy      | Irmão Osmar                       |
| Lima Duarte      | Dono da farmácia                  |
| Lúcia Alves      | Mulher da reza no parto de Durval |
| Mário Lago       | Reitor                            |
| Mauro Mendonça   | Governador Benedito Valadares     |
| Patrícia França  | Freira                            |
| Telma Reston     | Parteira                          |
| Victor Fasano    | Delegado                          |
| Yoná Magalhães   | Cafetina Geni                     |

Elenco de apoio na 1ª fase
- Alexandre Almeida - Violinista do funeral
- André Ricardo - Zózimo (criança)
- Anselmo Vasconcellos - Nelson (Amigo de Vasconcelos)
- Ariel Coelho - Amigo do Dr. Odorico
- Betina Vianny - Adelaide (Mãe de Letícia)
- Hebe Cabral - Criada do Dr. Arnaldo
- Joel Barcellos - Aprígio (Amigo de Vasconcelos)
- Luíza Curvo - Letícia (criança)
- Oswaldo Louzada - Médico do hospital (1ª fase)
- Patrícia Ribeiro - Engraçadinha (criança)
- Raphael Molina - Pai de Zózimo
- Tonico Pereira - Xavier (Amigo de Vasconcelos)
- Totoni Fragoso - José Maria Leite (repórter no hospital)

### Segunda Fase
| Interprete          | Personagem         |
| ------------------- | ------------------ |
| Cláudia Raia        | Engraçadinha       |
| Mylla Christie      | Silene             |
| Caio Junqueira      | Leleco             |
| Carmo Dalla Vecchia | Durval             |
| Verônica Lopes      | Guida              |
| Otávio Müller       | Tinhorão           |
| Luiz Maçãs          | Cadelão (Robson)   |
| Cândido Damm        | Cabeça de Ovo      |
| Cassiano Carneiro   | Bob                |
| Antônio Grassi      | Amado              |
| Ernani Moraes       | Miécimo            |
| Enrique Diaz        | Rolinha            |
| Louis André         | Professor Petruscu |
| Alexandre Borges    | Luís Cláudio       |

### Participações especiais na 2ª fase
| Interprete               | Personagem                              |
| ------------------------ | --------------------------------------- |
| Ankito                   | Pai-de-santo Ceguinho                   |
| Aracy Balabanian         | Senhora conservadora na porta do cinema |
| Arlete Salles            | Dona Araci                              |
| Arthur Costa Filho       | Gerente do Cinema Pathé                 |
| Ary Fontoura             | Dono do bar                             |
| Betty Gofman             | Maria da Penha (Amante de Zózimo)       |
| Carlos Eduardo Dolabella | Provedor (Pai de Cadelão)               |
| Carlos Kroeber           | Editor do jornal                        |
| Chico Anysio             | Dono da funerária                       |
| Chico Diaz               | Taxista                                 |
| Eliane Giardini          | Maria Aparecida                         |
| Eri Johnson              | Raimundo Pessoa (Jornalista bêbado)     |
| Ester Góes               | Hermínia (esposa do Dr. Odorico)        |
| Flávio Migliaccio        | Comissário Piragibe                     |
| Guilherme Karan          | Ib Teixeira (Jornalista bêbado)         |
| Ítalo Rossi              | Dr. Phocion                             |
| Lília Cabral             | Eduarda (Arrumadeira da pensão)         |
| Louise Cardoso           | Florista                                |
| Nuno Leal Maia           | Dr. Alceu (Ginecologista)               |
| Paulo José               | Ascensorista                            |
| Reginaldo Farias         | Dr. Areal (Psiquiatra)                  |
| Rodrigo Penna            | Lázaro                                  |
| Stênio Garcia            | Carlinhos                               |
| Tony Tornado             | Jurista                                 |

Elenco de apoio na 2ª fase
- Luís Salém - Taxista
- Maria Adélia - Celina
- Mariana Oliveira - Iara
- Micaela Góes - Paula
- Mozart Régis - Taxista do táxi verde
- Pedro Brício - Rodolfo
- Vanessa Lóes - Janete

### Presentes nas duas fases
| Interprete           | Personagem           |
| -------------------- | -------------------- |
| Maria Luísa Mendonça | Letícia              |
| Paulo Betti          | Dr. Odorico Quintela |
| Pedro Paulo Rangel   | Zózimo               |

## Exibição
Foi reprisada pela primeira vez na TV Globo entre 08 a 25 de setembro de 1998 em 12 capítulos. Foi reprisada pela segunda vez entre 20 de agosto a 13 de setembro de 2002 em 16 capítulos.
Foi reprisada pelo Viva de 7 de outubro a 1 de novembro de 2010, substituindo Hilda Furacão. Foi reprisada novamente pelo Viva de 23 de agosto a 17 de setembro de 2012, substituindo Chiquinha Gonzaga. Foi reapresentada pela terceira vez no Viva de 5 de janeiro a 3 de maio de 2020, substituindo Abolição e sendo substituída por Dona Flor e Seus Dois Maridos